# Otto von Habsburg
Ærkehertug Otto von Habsburg (egentlig Franz Josef Otto Robert Maria Anton Karl Max Heinrich Sixtus Xavier Felix René Ludwig Gaetano Pius Ignazius von Habsburg-(Lothringen) (20. november 1912 i Reichenau an der Rax i Østrig – 4. juli 2011 i Pöcking) var Østrig-Ungarns kronprins, europæisk politiker (CSU), forfatter og fra 1922 til 2007 overhoved for huset Habsburg-Lothringen. Fra 1922 til 2007 var han som tronprætendent titulær kejser af Østrig og titulær konge af Ungarn, Bøhmen etc. Gennem mange år var han Pan-Europa-Unionens præsident og medlem af det europæiske parlamentet. Han boede i Bayern og var tysk, østrigsk, ungarsk og kroatisk statsborger.

## Baggrund og uddannelse
Otto blev født i Villa Wartholz ved Reichenau an der Rax (i dag det østrigske forbundsland Niederösterreich) som søn af Ærkehertug Karl af Østrig og Zita, født prinsesse af Bourbon-Parma.
I november 1916 døde Franz Josef 1., og Karl I fulgte ham på tronen. Dermed blev Otto som fireårig kronprins af det østrigske kejserrige og kongedømmet Ungarn. Faren måtte afgive magten i 1918, men abdicerede ikke ved slutningen af 1. verdenskrig. Han boede med sin familie til 1919 i Schloß Eckartsau i Niederösterreich, til familien blev tvunget i eksil.
Fra 1919 til 1921 boede familien i Schweiz. Derefter på Madeira og i Spanien. Kejseren døde på Madeira i 1922, og Otto blev tronprætendent som tiårig.
Hans uddannelse var under strengt opsyn af hans mor, som forsøgte at opdrage ham til en katolsk regent. Undervisningen fulgte de gamle timeplaner fra Østrig-Ungarn, og han måtte lære alle de store sprog i det tidligere dobbeltmonarki. I 1930 tog han sin Matura med udmærkelse i Baskerlandet. Han blev myndig 20. november samme år, og moderens formynderskab sluttede. Dermed blev Otto overhoved for huset Habsburg og af Ordenen af den gyldne Vlies. I 1935 afsluttede han sit samfundsvidenskabelige studium med doktorgraden ved universitetet i Leuven i Belgien.
Otto von Habsburg var nægtet indrejse i Østrig gennem Habsburgerlov fra 1919. Fra omkring 1930 gjorde ledende østrigske konservative som Dollfuss og Schuschnigg seriøse forsøg på at indsætte Otto von Habsburg på tronen i et konstitutionelt monarki. De håbede at bygge bro mellem højre og venstre fløj og styrke østrigsk national selvbevidsthed som modvægt mod nationalsocialismen.
Der fandtes allerede fra 1922 talrige små traditionalistiske foreninger, bl.a. de såkaldte Ottonen, som arbejdede for et konstitutionelt monarki. Som resultat af denne monarkistiske bevægelse ("legitimister") blev "emigranten" Otto fra 1931 til 1938 udnævnt til æresborger i 1.603 østrigske kommuner. Kort før Østrig blev indlemmet i det nationalsocialistiske Tyskland, var der monarkistiske massemønstringer med mere end 80.000 deltagere i Wien og delstatshovedstæderne.
Fra Tysklands, Jugoslaviens og Tjekkoslovakiets side blev den monarkistiske bevægelse i Østrig mødt med invasionsplaner, og det officielle Østrig nøjedes med uofficielle kontakter til Otto. Habsburger-særloven blev nedgraderet til almindelig lov; konfiskerede ejendomme blev givet tilbage, og der blev en tid udbetalt apanage. Samtidig blev dobbeltørnen genindført i statsvåbnet, og den østrigske forbundshær fremhævede den monarkistiske tradition fx ved at genindføre gamle uniformer. Forbundskansler Schuschnigg opfordrede alligevel Otto von Habsburg til ikke at rejse til Østrig for ikke at give nogen af nabolandene en angrebsgrund.
Lignende bestræbelser fandtes i Ungarn, hvor Horthy regerede som rigsforstander, og hvor Otto nominelt var konge til 1946. I Ungarn blev republikken først udråbt 2. februar 1946.

## Modstand mod nationalsocialismen og kommunismen, arbejde for Østrig
Hitler ønskede at få Otto til at støtte sin bevægelse ved at foregøgle ham en genindførelse af monarkiet. Det blev afvist af Otto. I slutningen af 1930'erne gik han mod Østrigs tilslutning til det nationalsocialistiske Tyskland.
På grund af Ottos fjendtlige holdning til nationalsocialismen og nationalsocialisternes frygt for, at Kurt Schuschniggs regering ville genindsætte en habsburger, kaldte Hitler sine planer om at indlemme sit østrigske fødeland i Tyskland for "Operation Otto".
Kort før indmarchen i Østrig bad Otto Schuschnigg om at udnævne ham til forbundskansler for at organisere militær modstand. Han krævede i et brev til Schuschnigg 17. februar 1938 en fast afvisning af nationalsocialismen og en aktiv modstand:
Vorerst muß die Befriedung nach links aktiv betrieben werden. Die Arbeiter haben in den letzten Tagen bewiesen, dass sie Patrioten sind. Diese Gruppe kann durch den Nationalsozialismus nicht vergiftet werden, wird daher stets am sichersten für Österreich eintreten, wogegen die Regierung ihr die Möglichkeit geben muss, an der Gestaltung des Vaterlandes – für welches sie sich einzusetzen bereit ist – aktiv mitzuwirken.
(I første omgang må der aktivt ske en forsoning mod venstre. Arbejderne har i de sidste dage bevist, at de er patrioter. Denne gruppe lader sig ikke forgifte af nationalsocialismen og vil derfor altid med sikkerhed indestå for Østrig, hvor regeringen til gengæld må give dem mulighed for aktivt at medvirke til opbygningen af fædrelandet – hvilket de er parat til.)
Schuschnigg afviste kravet.
Efter den tyske indmarch blev Otto anklaget for højforræderi, og hans personlige formue beslaglagt efter ordre fra Hitler. Lederne af den monarkistiske bevægelse, legitimisterne, blev arresteret og mange henrettet. Mellem 1938 og 1942 blev mellem 4.000 og 4.500 monarkister fængslet, og mellem 800 og 1.000 dræbt i koncentrationslejre. Otto von Habsburg, hans mor og søskende blev frataget deres rigstyske statsborgerskab. Den beslaglagte formue blev overtaget af staten og efter krigen beholdt af Østrig.
Efter flugt fra Belgien over Paris til Spanien hjalp han med at organisere 15.000 menneskers flugt ved at skaffe visa.
I USA og Storbritannien søgte han gennem intensiv kontakt med Roosevelt, Churchill og andre at sikre Østrigs selvstændighed efter krigen. De allierede havde planer om at indsætte Otto som konge i Ungarn, både for at bryde dets alliance med Tyskland og for at dæmme op for Sovjetunionens fremmarch i Centraleuropa. Særligt Churchill var tilhænger af denne plan.
Det lykkedes også Otto von Habsburg at vinde Churchill for sin idé om en Donauføderation, som indebar en genoprettelse af Østrig-Ungarn med en forfatning efter belgisk forbillede. Desuden skulle Bayern, Württemberg og Hohenzollern-Sigmaringen genoprettes som monarkier og forenes i et sydtysk forbund.
Churchill ønskede at slutte en hård, men ærefuld fred med Tyskland, og samtidig genoprette Østrig-Ungarn i moderniseret form som modvægt. Churchills tanker måtte imidlertid opgives efter modstand fra Roosevelt og frem for alt fra Stalin.
I sit eksil arbejdede Otto for at standse eller begrænse bombekrigen mod Østrig.

## Liv efter krigen
Fra 1940 til 1944 boede Otto i USA, fra 1944 til 1951 hovedsagelig i Frankrig, senere i Spanien, og fra 1954 i Pöcking i Bayern i Tyskland.
Otto rejste efter krigen først til Innsbruck i den franske okkupationszone i Østrig. Han forsøgte at få USA til ikke at anerkende den nye regering under Karl Renner, som han hævdede var kommunistisk og uden legitimitet, fordi den var kommet i stand under sovjetisk indflydelse. Et brev fra Renner til Stalin betragtede han som meget mistænkeligt. Den genoprettede østrigske republik udviste Otto i 1946 trods modstand fra franskmændene og forbød ham at rejse ind i landet. Det skete delvis af forfatningsmæssige årsager, da forfatningen efter krigen var en genindførelse af den oprindelige forfatning fra 1920/1929 og dermed også Habsburgerloven af 1919 med status som forfatningslov. Men det skete hovedsagelig for at berolige Sovjetunionen, som frygtede en Habsburg-renæssance i Østrig.
Efter udvisningen havde Otto østrigsk statsborgerskab, men ikke noget pas. Med hjælp fra Charles de Gaulle fik han monegaskisk pas og et pas fra Malteserordenen. Senere fik han også et spansk diplomatpas fra Franco-regeringen. I 1950'erne slog en østrigsk ret fast, at Otto var østrigsk statsborger og gav ham et østrigsk pas, som var gyldigt i alle lande – bortset fra Østrig.
Otto arbejdede ihærdigt for at få mulighed til at besøge sit hjemland. I 1961 gav han efter lange forhandlinger med den østrigske regering afkald på sit krav på den østrigske trone og specielle rettigheder i Østrig. Men det socialistiske parti tvivlede på hans oprigtighed. Først i 1966 besøgte han Østrig. Indtil da nægtede den socialistiske indenrigsminister ham indrejse, og det østrigske politi rykkede flere gange ud for at arrestere den angiveligt indrejste "statsfjende". Socialisterne arrangerede også anti-habsburgske demonstrationer. Spørgsmålet om tilbagelevering af konfiskeret ejendom førte til heftige kriser mellem de konservative og socialisterne. Først efter et personligt møde mellem Otto og forbundskansler Bruno Kreisky blev forholdet mellem de østrigske socialister og Habsburg-familien bedre.
I 1961 overvejede Spaniens diktator Francisco Franco at indsætte Otto som konge af Spanien efter sin død. Kilderne tyder på, at Otto afviste dette efter lange samtaler med Franco på grund af habsburgernes lange fravær fra den spanske trone. Otto skal i stedet have anbefalet Franco at indsætte kong Juan Carlos 1.
13. juli 1988 rejste Otto von Habsburg for første gang siden 1918 til Ungarn til stor glæde for landets befolkning. Han besøgte Budapest.
19. august 1989 var han beskytter og medinitiator af den paneuropæiske picnic, hvor Jerntæppet ved den østrig-ungarske grænse for første gang blev symbolsk åbnet i tre timer, og 661 DDR-borgere flygtede til vesten, en nøglebegivenhed i Jerntæppets fald.
Hans første besøg i Sarajevo fandt sted 5. april 1997.
Ved sin 90-årsfødselsdag blev han æret med store festligheder og af mange europæiske statsoverhoveder og regeringchefer på Hofburg i Wien.

## Arbejde for et forenet Europa
Fra 1936 var han medlem af den paneuropæiske union. Fra 1957 til 1973 var han dens vicepræsident, og fra 1973 til 2004 var han som efterfølger af grundlæggeren grev Richard Nikolaus von Coudenhove-Kalergi Pan-Europa-Unionens præsident. Fra 2004 var han ærespræsident.
Fra 1979 til 1999 var han medlem af det europæiske parlament for det bayerske konservative parti CSU. Han var to gange parlamentets alderspræsident.
På grund af sine sprogkundskaber kunne han næsten altid deltage i debatterne uden tolk. Med en italiensk professor og et medlem af den grønne fraktion førte han sågar diskussioner på latin, som på grund af manglende oversætter ikke kunne protokolleres.
I 1979 tog han initiativ til en resolution, som førte til, at der blev sat en tom stol i Europaparlamentet, som skulle minde om de ufrie folk bag Jerntæppet. Resolutionen mødte kraftig modstand fra venstreradikale grupper.
Han har udgivet en række bøger på tysk, ungarsk og fransk.

## Familie
Han blev i 1951 gift med prinsesse Regina af Sachsen-Meiningen (f. 1925) i Nancy, hovedstaden i Lorraine i Frankrig. De fik syv børn og 22 børnebørn:
- Andrea von Habsburg (1953), gift med grev Karl von Neipperg.
- Monika von Habsburg (1954), gift med Don Luis Gonzaga de Casanova-Cárdenas y Barón, hertug af Santangelo, markis af Elche.
- Michaela von Habsburg (1954), gift med Eric Teran d'Antin, gift med (2) grev Hubertus von Kageneck.
- Gabriela von Habsburg (1956), gift med Christian Meister.
- Walburga von Habsburg (1958), gift med grev Archibald Douglas, Sverige.
- Karl von Habsburg (1961), gift med baronesse Francesca von Thyssen-Bornemisza (datter af Hans Heinrich Thyssen-Bornemisza), bor i Salzburg.
- Georg von Habsburg (1964), gift med hertuginde Eilika von Oldenburg, bor i Budapest og har været Ungarns EU-ambassadør

## Titler
De fulde titler han har gjort krav på er:
Af Guds nåde kejser af Østrig, apostolisk konge af Ungarn, konge af Bøhmen, af Dalmatien, Kroatien, Slavonien, Galicien og Lodomerien, Illyrien, konge af Jerusalem, ærkehertug af Østrig, storhertug af Toscana og Krakau, hertug af Lothringen, Salzburg, Steyer, Kärnten, Krain og Bukowina, storfyrste af Siebenbürgen, markgreve af Mähren, hertug af Oberschlesien og Niederschlesien, af Modena, Parma, Piacenza og Guastella og Zator, af Teschen, Friaul, Ragusa (=Dubrovnik) og Zara, fyrstelig greve af Habsburg og Tirol, af Kyburg, Görz og Gradiska, fyrste af Trient og Brixen, markgreve af Ober- og Niederlausitz og i Istria, greve af Hohenems, Feldkirch, Bregenz, Sonnenberg, herre af Trieste, af Cattaro, storvojvod af vojvodskabet Serbien.

## Udmærkelser
- Ordenen af den gyldne Vlies (1916), storkors af Karl 3. af Spaniens orden (1951), Bailli-æres- og devotionskors fra den Suveræne Militære Malteserorden (1959), storkors af den pavelige Gregorius-Orden med bånd og stjerne (1980), Tysklands store fortjenstkors (1987), Bayerischer Verdienstorden (1978), Großkreuz des Bayerischen St. Hubertus-Ordens, storkors af ordenen Lion d'Or fra Luxemburg, Orden de Africa, Orden Hilal i Quaid i Azam fra Pakistan (1993), storkors af kong Zvonimir-ordenen fra Kroatien (1996), Maarjaa Maa-ordenen fra Republikken Estland (1996), storkors af Republikken Ungarns fortjenstorden (1999), Commandeur de l'Ordre de la Legion d'Honneur fra Frankreich, storkors af St. Agathe-ordenen fra Republikken San Marino (2002), Kommandør af Trestjerneordenen fra Republikken Letland (20. oktober 2003),[3] æresridder af Den tyske orden
- Æresborger af talrige kommuner i Østrig, Ungarn, Spanien, Frankrig, Tjekkiet, Slovakiet, Kroatien
- Professor h.c. ved universitetet i Bogota, æresmedlem af Instituto de Estudios da Marinha (Portugal), Honorary Fellowship ved universitetet i Jerusalem, æressenator ved universitetet i Maribor
- Æresdoktor ved universiteterne i Milwaukee, Nancy, Tampa, Cincinnati, Jerusalem, Ferrara, Pecs, Veszprem, Budapest, Turku, Osijek og Skopje
- akademiske udmærkelser og medlemskab i Academie des Sciences Morales et Politiques (Institut de France i Paris), i Centre Europeen de Documentation et d'Information (CEDI – Madrid), i Real Academia de Ciencias Morales y Politicas (Madrid), i Academia da Cultura Portuguesa (Lissabon), i Academis Mejicana de Derecho International (Mexico), Academie du Royaume du Maroc
- 1963: Det franske akademis litteraturpris
- 1970 Sudetendeutsche Landsmannschafts europæiske Karlspris
- 1970: Det franske akademis litteraturpris
- 1977: Robert Schuman-guldmedaljen
- 1977: Konrad-Adenauer-Preis
- 1982: Internationaler Benediktspreis der Stadt Mönchengladbach
- 1987: Louise-Weiss-Preis
- 1987: Großes Bundesverdienstkreuz
- 1990: Europa-Medaille des Freistaates Bayern
- 1990: Ehrenteller des Vereins heimattreuher Kuhländler
- 1991: Schlesier-Schild der Landsmannschaft Schlesien
- 1994: Europapreis Coudenhove-Kalergi
- 1997: Sankt-Nikolaus-Friedenspreis
- 1997: Æresmedlem af den kroatiske Drageorden
- 1998: Gary G. Schlarbaum-Preis
- 1999: Det europæiske folkepartiets Robert Schuman-medalje
- 2002: Verdienstmedaille des Vereins heimattreuer Kuhländler
- 2002: Ehrenpreis des "Euro Crystal Globe" des Europäischen Wirtschaftsinstituts EWI International
- 2002: St. Liborius-Medaille für Einheit und Frieden des Erzbistums Paderborn
- 2002: Hans-Klein-Medaille der Jungen Union Bayern
- 2002: Æresmedlem af Det europæiske folkepartiets fraktion i Det europæiske parlamentet
- 2003: Den tysk-franske Paneuropa-pris for europæisk enighed
- 2004: Kosovos store frihedsmedalje
- 2004: Ærespræsident for den internationale Paneuropa-Union
- 2005: Karl IVs æresmedalje fra Fördergesellschaft für Europäische Kommunikation
- Ehrenplakette für Verdienste um das Volkstumsrecht und den deutschen Osten des Bundes der Vertriebenen
- Mèdaille du Mérite Européen fra Luxemburg
- Byen Paris' guldmedalje
- International Humanitarian Award fra "Anti-Defamation League"
- Publizistik-Preis der Deutschland-Stiftung
- Sonderstufe der Europa-Medaille der Paneuropa-Union Deutschland
- Ehrenteller des Europäischen Militär-Fallschirmsprungverbandes e.V. AEPM Assiette d'Honneur en Etain

## Publikationer
- Coutumes et droits successoraux paysans en Autriche (1935; diss.)
- Entscheidung für Europa (1953)
- Probleme des Atomzeitalters (1955)
- Soziale Ordnung von morgen (1957)
- Bernhard von Baden (1958)
- Im Frühling der Geschichte (1961)
- Der Ferne Osten ist nicht verloren (1963)
- Européens et Africains — L’entente nécessaire (1963)
- Europa, Grossmacht oder Schlachtfeld (1963)
- Afrika ist nicht verloren (1964)
- Gottes Hand in der Geschichte (1966)
- Karl V. (1967), ISBN 3-85002-286-2
- Politik für das Jahr 2000 (1968)
- Les Transports et l´Europe (1969)
- Bis hierher und weiter (1974)
- Die Heilige Hedwig von Schlesien und unsere Zeit (1974), ISBN 3-7008-0126-2
- La Naissance d’un continent (1975)
- Idee Europa, Angebot der Freiheit. (1976)
- Jalta és ami utána Következett (1979)
- Europa – Garant der Freiheit (1980)
- Die Reichsidee – Geschichte und Zukunft einer übernationalen Ordnung (1986), ISBN 3-85002-228-5
- Macht jenseits des Marktes. Europa 1992. (1988), ISBN 3-85002-267-6
- Igy láttam ... (1992)
- Európáért (1992)
- Nicht geschossen ist auch verfehlt (1992)
- Úvahy o Evrope (1993)
- Friedensmacht Europa – Sternstunden und Finsternis (1995), ISBN 3-85002-368-0
- Die Paneuropäische Idee – Eine Vision wird Wirklichkeit (1999), ISBN 3-85002-424-5
- Ein Kampf um Österreich 1938-1945 (2001), ISBN 3-85002-460-1
- Unsere Welt ist klein geworden – Die Globalisierung der Politik (2006)